# Beleg van Deventer (1813-1814)
Het Beleg van Deventer vond plaats van 12 november 1813 tot en met 26 april 1814, in de laatste fases van de Zesde Coalitieoorlog. Het Franse Napoleontische leger verdedigde de vesting Deventer tegen de aanvallen van de belegerende Russische kozakken, die later ook werden bijgestaan door Hollandse en Pruisische troepen. De Franse tijd duurde daardoor bijna vijf maanden langer dan algemeen het geval was in de rest van Nederland.

## Aanloop naar het beleg
De nederlagen die Napoleon had geleden tijdens zijn veldtocht naar Rusland, markeerden een beslissende keerpunt in de Napoleontische oorlogen die uiteindelijk leidde tot Napoleons nederlaag. Het Noordelijke Leger van de geallieerden onder bevel van de Zweedse kroonprins Bernadotte trok na de Slag bij Leipzig op richting de Nederlandse grens. De Russische kozakken van de voorhoede onder bevel van generaal Alexander von Benckendorff trokken halverwege november 1813 de Nederlandse grens over. Wat begon als een verkenning ontaardde al snel in een vlucht van de Franse legers uit Noord-Nederland.
Al vanaf het voorjaar van 1813 werden er verschillende maatregelen getroffen om de verouderde vestingwerken van Deventer in een staat van paraatheid te brengen. Hierbij werden veel stadspoorten, zoals de Bergpoort, dichtgemetseld. Vanuit Groningen werd munitie en geschut aangevoerd. Daarnaast werd het schootsveld rond de vestingwerken vrijgemaakt. Als resultaat werden verschillende molens, tuinhuizen, herbergen en andere gebouwen en obstakels in de zogeheten 'voorstad' en op de Worp in brand gestoken en gesloopt. In begin november vestigde een Frans garnizoen van ongeveer 2000 soldaten onder leiding van commandant Maymat zich in de stad. Deventer werd het hoofdkwartier van het noordelijke IJsselfront waartoe ook Kampen en Zutphen behoorden.
In het algemeen kwam er een einde aan de Franse tijd in Nederland toen Napoleon in 1813 werd verslagen en afstand deed van de troon en de oudste zoon van Willem V terugkeerde op 30 november 1813 naar Nederland. Op enkele plaatsen zoals in Deventer, Gorinchem, Delfzijl en Maastricht gaven de Franse garnizoenen zich echter niet over.

## Verloop beleg

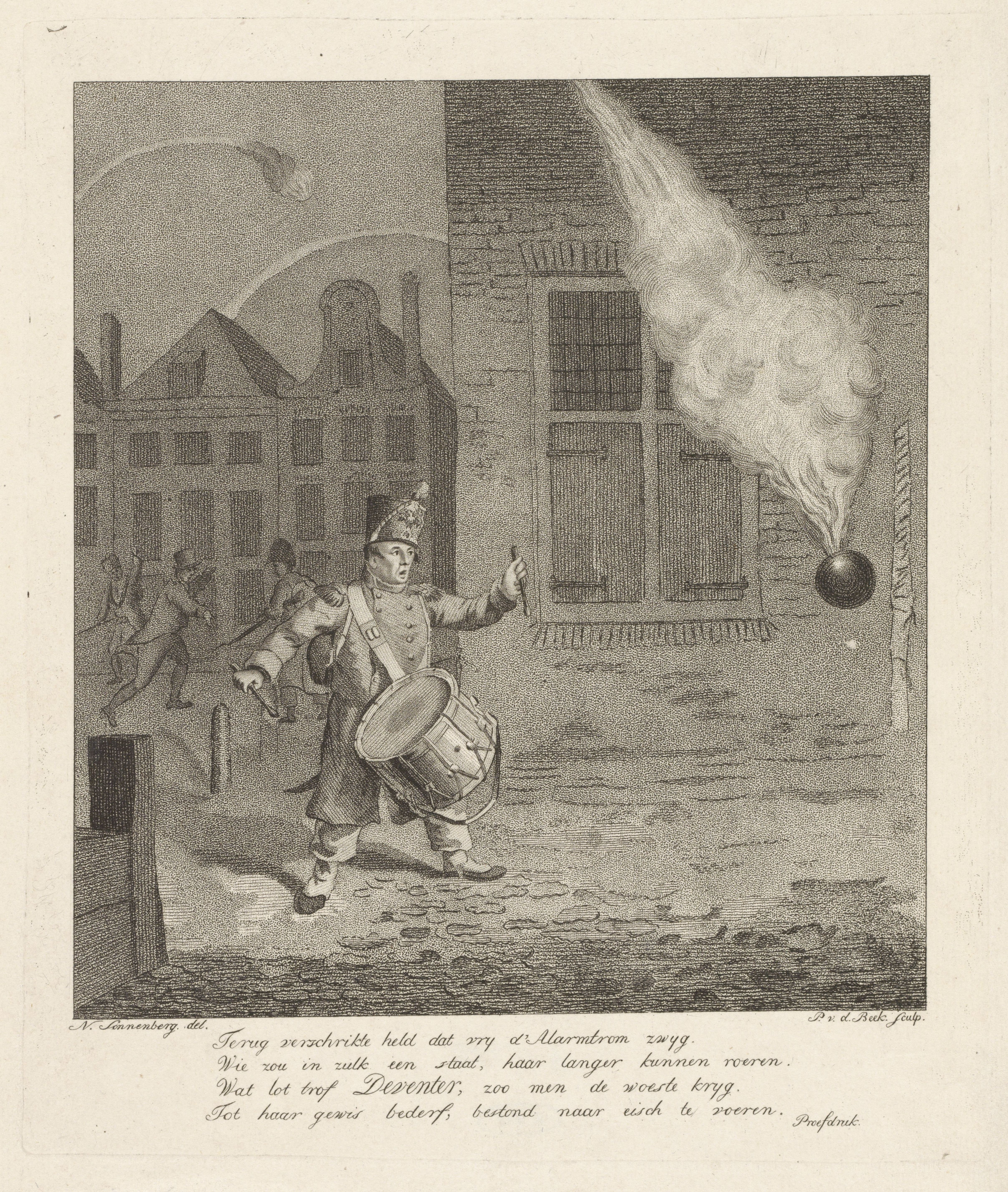
Ets van een soldaat die bij de Brink ter alarm op zijn trommel slaat en wordt opgeschrikt door een kanonskogel.

Op 12 november werd er door een kleine groep kozakken een poging gedaan  om de stad via de Brinkpoort te betreden. Deze poging mislukte en in de dagen die hierop volgde werd de stad omsingeld door de Russen en Pruisen om te voorkomen dat de daar aanwezige Fransen de oprukkende legers in de rug zouden aanvallen. De kozakken sloegen hun bivakken op in omringende dorpen als Epse, Harfsen, Gorssel, Almen en Oxe. Op 20 november werd er nog een poging gedaan door kozakken om de stad binnen te vallen, maar ook deze mislukte. De belegering zou hierna enkele maanden voortduren.
Het Franse garnizoen wantrouwde de lokale bevolking. Huizen werden regelmatig doorzocht in opdracht van de Franse commandant Maymat. De Fransen troepen zochten hierbij naar oranje linten en kokardes, binnengesmokkelde kranten en andere vormen van anti-Franse en oranjegezinde sentimenten. Ook moesten de burgers hun vuurwapens inleveren om een gewapende opstand vanuit de bevolking te voorkomen.

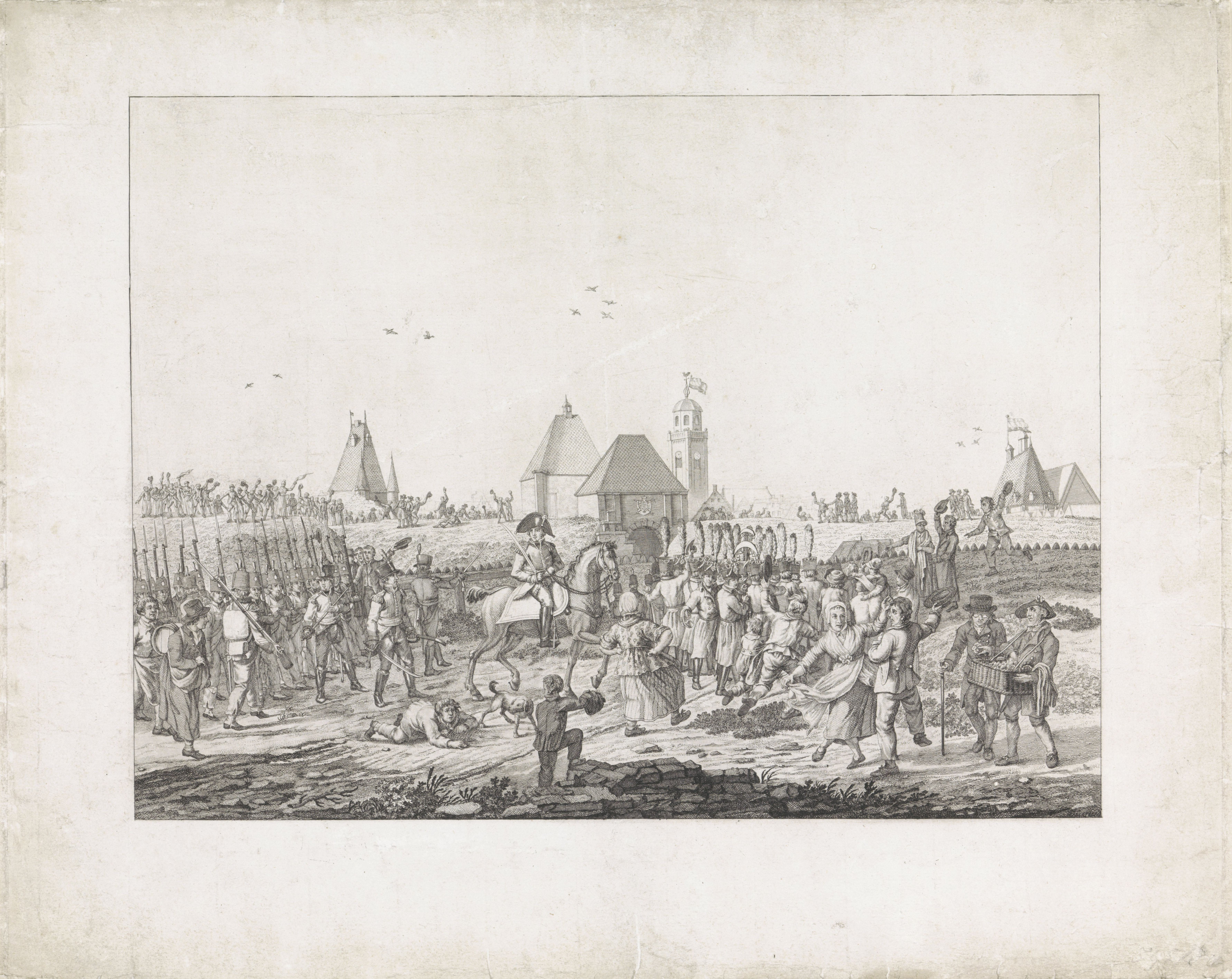
Het inhalen van de Nederlandse soldaten door Deventer muzikanten op 26 april 1814.

Napoleon ondertekende op 11 april het Verdrag van Fontainebleau, waarbij hij afstand deed van de Franse troon en ook zijn nakomelingen en familieleden het recht op de Franse troon ontnam. Hiermee had het Franse garnizoen geen reden meer om de strijd voort te zetten. Op 16 april werd er een wapenstilstand getekend en op 26 april 1814 was de capitulatie van de Franse troepen een feit. De Fransen verlieten vanaf 5 uur 's ochtends de stad via de schipbrug en trokken zich terug richting Frankrijk. Rond zeven uur 's ochtends trokken via de Brinkpoort 500 Nederlandse soldaten de stad binnen. De Franse tijd had hiermee (op enkele uitzonderingen na) bijna vijf maanden langer geduurd dan de rest van Nederland.

## Gevolgen voor de stad
De belegering had voor Deventer desastreuze gevolgen, vooral voor de handel en nijverheid die tot een stilstand waren gekomen. Naarmate het beleg voortduurde werden de gevolgen voor de inwoners steeds merkbaarder, aangezien de kosten van levensmiddelen sterk toenamen. Daarnaast was de stad gedwongen om de 2000 Franse soldaten die in de stad gelegerd waren soldij te betalen en te voorzien van voedsel. Door het vrijmaken van het schootsveld door het Franse garnizoen was de omgeving rond de stad volledig verwoest. Na het herstel van het Nederlandse gezag bleef Zwolle de provinciehoofdstad van Overijssel en verloor Deventer definitief haar bevoorrechte positie in het provinciebestuur die de stad vóór de Franse tijd had.

## Trivia
- De Kozakkenweg in Diepenveen verwijst naar de locatie waar Russische Kozakken hun kamp hadden tijdens het beleg van Deventer.
- Een bizarre gebeurtenis tijdens het beleg was op 5 december 1813, toen in opdracht van de Franse commandant die inwoners van de belegerde stad de kroning van Napoleon moesten herdenken. Alle klokken werden geluid en werd een 'feestelijke' parade gehouden. Daarnaast werden de inwoners verplicht om hun huizen 's avonds feestelijk te verlichten.